# 牛玉琴
牛玉琴（1949年1月—），陕西定边人，第九、第十届中国全国人大代表，治沙劳模。

## 简历
1966年，17岁的牛玉琴嫁到了处于毛乌素沙漠南缘的陕西靖边县东坑镇。丈夫家十分贫困，婆婆还患有精神病，常年神志不清。牛玉琴不仅要操持家务，还要协助丈夫劳动。
1984年，她和丈夫张加旺承包了村北的万亩荒沙。经过反复治理，1987年实现造林种草6600亩。1988年丈夫因病离世。此后的治沙工作，都由牛玉琴主持。1997年，她带领子孙们承包了内蒙古乌审旗境内荒沙1万亩；1999年，又承包伊当湾村荒沙7万亩；2000年，再次承包周边村荒沙2万亩进行治理。经过十几年艰辛努力，牛玉琴一家累计投资860多万元，栽植杨、柳、榆等树木700多万株，沙柳、柠条、紫穗槐等4万亩，使11万亩荒沙得到治理，林草覆盖率达85%。

## 荣誉
牛玉琴曾获中国十大女杰、全国“三八”红旗手、全国劳动模范、全国优秀共产党员、联合国拉奥博士等多项荣誉称号。